# Maria De Unterrichter Jervolino
Maria De Unterrichter Jervolino (Ossana, 20 agosto 1902 – Roma, 27 dicembre 1975) è stata una pedagogista, insegnante e politica italiana della Democrazia Cristiana, ricordata per essere stata una delle 21 donne elette all'Assemblea costituente italiana.

## Biografia

Maria De Unterrichter, don Giovanni Battista Montini e Igino Righetti a Bologna, anni trenta.

Maria De Unterrichter nacque il 20 agosto 1902 ad Ossana, nel Trentino austroungarico, figlia di Arturo De Unterrichter e Santa Belli nonché sorella di Guido. Frequentò il liceo classico Giovanni Prati di Trento e in seguito si laureò in lettere presso La Sapienza di Roma. Fu insegnante nelle scuole medie. Nel 1930 divenne moglie di Angelo Raffaele Jervolino e da lui ebbe una figlia, Rosa Russo Iervolino.

### Primi incarichi
Eletta presidente delle universitarie cattoliche, partecipò al congresso di Budapest nel 1924 come delegata italiana e rappresentante dell'associazione Pax Romana.
Fu presidente nazionale della FUCI da 1925 al 1929 e poi, in rappresentanza del centro nazionale dell'Unione Donne Cattoliche e del CIFI si interessò delle questioni religiose e familiari legate all'emancipazione femminile.

### Impegni istituzionali
Nel 1946 fu eletta all'Assemblea Costituente. Fu poi eletta deputato nelle prime tre legislature, dal 1948 al 1963.
Dal 1947 al 1975 è stata presidente dell'Opera Nazionale Montessori, che nel 1988 ha istituito un premio in suo nome.
Eletta nella lista della Democrazia Cristiana, nel collegio unico nazionale e successivamente nel collegio di Salerno-Avellino-Benevento.
Dal 1946 fu membro della direzione nazionale della Democrazia Cristiana, costantemente rieletta fino al 1954.
Fu eletta all'Assemblea Costituente nel collegio unico nazionale, fece parte della Commissione per i Trattati Internazionali e collaborò con Alcide De Gasperi alle trattative con l'Austria per la redazione dell'Accordo De Gasperi-Gruber sull'Alto Adige.
Nell'ambito dell'attività non legislativa in Assemblea, Maria De Unterrichter intervenne, nella seduta del 3 maggio 1947, per celebrare il ritorno in Italia di Maria Montessori, dopo un lungo periodo trascorso in esilio, dove, però, aveva continuato a divulgare all'interno delle scuole il suo metodo e il suo pensiero.
Nel 1948 la Unterrichter fu eletta alla Camera dei deputati nella prima legislatura repubblicana. Fu assegnata alla seconda Commissione Rapporti con l'Estero, compresi gli economici, Colonie. Fu inoltre membro della direzione del Comitato Permanente per il Mezzogiorno.
Nel II Congresso di Napoli, del novembre 1947 fu eletta delegata nazionale del Movimento Femminile della DC. Responsabile dell'Ufficio problemi assistenziali della Democrazia cristiana, fu membro del comitato permanente per il Mezzogiorno, presieduto dal senatore Sturzo. Lasciò l'incarico come delegata nazionale nel 1954 quando venne nominata sottosegretario alla Pubblica istruzione.
Ritornò a Montecitorio per la seconda legislatura repubblicana, eletta deputato nel 1953, nella circoscrizione di Salerno-Avellino-Benevento, con 39.093 voti di preferenza.
Come sottosegretario di Stato alla Pubblica Istruzione, dal 1954 al 1958, ebbe la delega per le scuole elementari, materne, per le antichità e belle arti, per le accademie e le biblioteche. Anche in questa legislatura fu confermata nella seconda Commissione Rapporti con l'Estero, compresi gli economici, Colonie.
Fu rieletta ancora una volta alla camera nel 1958, sempre nella circoscrizione Salerno-Avellino-Benevento, con 52.420 voti di preferenza.  Fece parte della III Commissione Affari Esteri, Emigrazione e fu componente della Commissione parlamentare per la vigilanza sulle radiodiffusioni. Presiedette, nel 1958, e successivamente nel 1968, la Commissione ministeriale per l'elaborazione degli orientamenti delle attività educative nelle scuole materne statali.

### Pedagogista
Nel 1963, nonostante le insistenze del partito, decise di ritirarsi dalla vita politica per dedicarsi allo studio e alle attività pedagogiche nelle libere organizzazioni. Come membro della Commissione nazionale italiana presso l'UNESCO fece parte del Comitato per l'educazione, le scienze e la cultura.
Fu presidente del comitato italiano dell'Organizzazione Mondiale Educazione Prescolastica (OMEP) della quale successivamente divenne vicepresidente mondiale, eletta a Washington nel 1968, rieletta a Madrid nel 1970, confermata a Londra nel 1973.
Fondatrice con Adriano Olivetti, Adriano Ossicini, Guido e Maria Calogero del CEPAS (Centro di Educazione Professionale per Assistenti Sociali) , ne ricoprì la presidenza fino alla morte.
Fu anche vicepresidente mondiale dell'Associazione Internazionale Montessori (AMI) e presidente, dal 1947 al 1975, dell'Ente Opera nazionale Montessori (ONM) il cui compito primario era quello di formare gli educatori ispirati al metodo Montessori e assisterli tecnicamente nelle scuole in cui operavano.
Ricoprì, inoltre, numerosi altri incarichi, come membro del consiglio di presidenza del Comitato italiano difesa morale e sociale della donna (CIDD) componente del comitato direttivo dell'Unione Nazionale lotta contro l'analfabetismo (UNLA), della Commissione per le ricompense al valore e al merito civile e membro del Consiglio di amministrazione dell'Istituto Orientale di Napoli.

### Decesso
Morì il 27 dicembre 1975.

## Uffici di governo
- Sottosegretario alla pubblica istruzione del Governo Scelba dall'11 febbraio 1954  al 6 luglio 1955;
- Sottosegretario alla pubblica istruzione del Governo Segni I dal 9 luglio 1955  al 19 maggio 1957;
- Sottosegretario alla pubblica istruzione del Governo Zoli dal 23 maggio 1957 al 1º luglio 1958.

## Opere
- La professione come dovere civico, Roma, Edizioni Vita dell'infanzia, 1961, OCLC 954724333.